# Легат, Сергей Густавович
Серге́й Густа́вович Лега́т (27 сентября 1875, Москва — 1 ноября 1905, Санкт-Петербург) — русский танцовщик, балетмейстер и педагог балета. Представитель династии артистов балета Легат-Обуховых. Сын балетных танцовщиков Петербургской императорской сцены Густава Легата и его жены характерной танцовщицы и пантомимной актрисы Марии Семеновны Легат (урождённой Гранкен), брат Николая Легата. Всего в семье было пятеро детей, и все были отданы в балетную школу.

## Биография
Сергей Легат родился в Москве 15 (27) сентября 1875 года
Образование получил в балетном отделении Петербургского театрального училища, которое окончил в 1894 году. Педагоги: П. А. Гердт, X. П. Иогансон, Л. И. Иванов.
По окончании училища был принят в кордебалет императорского Мариинского театра, в 1896 году был переведён в корифеи, а с 1897 года — в солисты. Сергей Легат принадлежал к лучшим танцовщикам своего времени.
Среди его партнёрш были прославленные балерины Т. П. Карсавина, М. М. Петипа. В 1902—1903 годах  вместе со своей гражданской женой и постоянной партнёршей по характерным и комедийным номерам Марией Петипа гастролировал в Вене, Париже, Монте-Карло, Будапеште.
Выступал и как балетмейстер, поставив несколько балетных номеров; в 1903 году (по другим источникам — в 1905), совместно с братом Николаем Легатом поставил балет «Фея кукол» Й. Байера для исполнения выдающимися балеринами театра: М. Ф. Кшесинской (фея кукол), А. П. Павловой (испанка), В. А. Трефиловой (японка), А. Я. Вагановой (китаянка), О. И. Преображенской (кукла Бебе). Роли двух Пьеро исполняли М. М. Фокин и сам Сергей Легат. Сюжет балета был прост: куклы в маленьком магазинчике игрушек ночью оживали и устраивали празднество во главе с феей кукол. Балет был решен полностью в рамках академического стиля, напрочь отметая все реформаторские балетные течения. Оформил спектакль художник Леон Бакст.
Помимо сценической деятельности, занимался педагогической: с 1896 года преподавал в Петербургском театральном училище искусство мимики и поддержки. С 1898 года был репетитором балетной труппы Мариинского театра.
Так же, как брат Н. Г. Легат, он очень неплохо рисовал, в частности, они совместно создали немало карикатур и шаржей на своих товарищей по балетной труппе. Плодом их рисовального творчества стал совместно изданный альбом «Русский балет в карикатурах» (СПБ, 1903), включающий карикатуры на прославленных деятелей русского балета: Э. Чекетти, А. Я. Ваганову, М. К. Обухова, М. И. Петипа, М. М. Петипа, А. В. Ширяева, Т. П. Карсавину, М. М. Фокина, М. Ф. Кшесинскую, К. М. Куличевская и множество других, а кроме того создали серию автошаржей и на себя.
Жизнь оборвалась трагически. Во время забастовки артистов в 1905 году он был вынужден снять свою подпись под петицией и подписать документ, направленный против его революционно настроенных коллег по балетному цеху. Это несогласие с собственной совестью привело к катастрофе — талантливый артист покончил жизнь самоубийством 19 октября (1 ноября) 1905 года: «утром его нашли с перерезанным бритвой горлом» (Тамара Карсавина).

### Семья
Жена (гражданский брак): балерина М. М. Петипа, дочь прославленного балетмейстера М. И. Петипа и балетной примы М. С. Суровщиковой-Петипа.

## Оценка творчества
По воспоминаниям Ф. В. Лопухова, сравнивавшего деятельность двух братьев, Сергей Легат «уступал Николаю как танцовщик, но значительно превосходил его как артист».
Балерина Тамара Карсавина сказала, что Сергей был всеобщим любимцем труппы, с его смертью «каждый ощутил в душе пустоту, словно из нашей жизни ушел солнечный свет».

## Партии
- «Грациелла, или Любовная ссора» Пуни — Дженариелло
- «Сильвия» Делиба — Аминта
- «Раймонда» Глазунова — Жан дё Бриен
- «Камарго» Минкуса — Вестрис
- «Баядерка» Минкуса — Солор
- «Синяя борода» Шенка — Артур
- «Дочь фараона», балетмейстер М. И. Петипа — Таор
- «Пахита», балетмейстер М. И. Петипа — Люсьен
- «Привал кавалерии» Армсгеймера, балетмейстер М. И. Петипа — Пьер
- «Ацис и Галатея» Кадлеца, балетмейстер Л. И. Иванов — Ацис
- «Тщетная предосторожность» — Колен